# 明斯舞勒蛛
明斯舞勒蛛（学名：Ulesanis minschana）为球蛛科舞勒蛛属的动物。在中国大陆，分布于甘肃等地。该物种的模式产地在甘肃。